# Barra do Chapéu
Barra do Chapéu is een gemeente in de Braziliaanse deelstaat São Paulo. De gemeente telt 5.358 inwoners (schatting 2009).

## Aangrenzende gemeenten
De gemeente grenst aan Apiaí, Bom Sucesso de Itararé, Itapirapuã Paulista, Ribeira en Doutor Ulysses (PR).